# 藏蒂埃布古

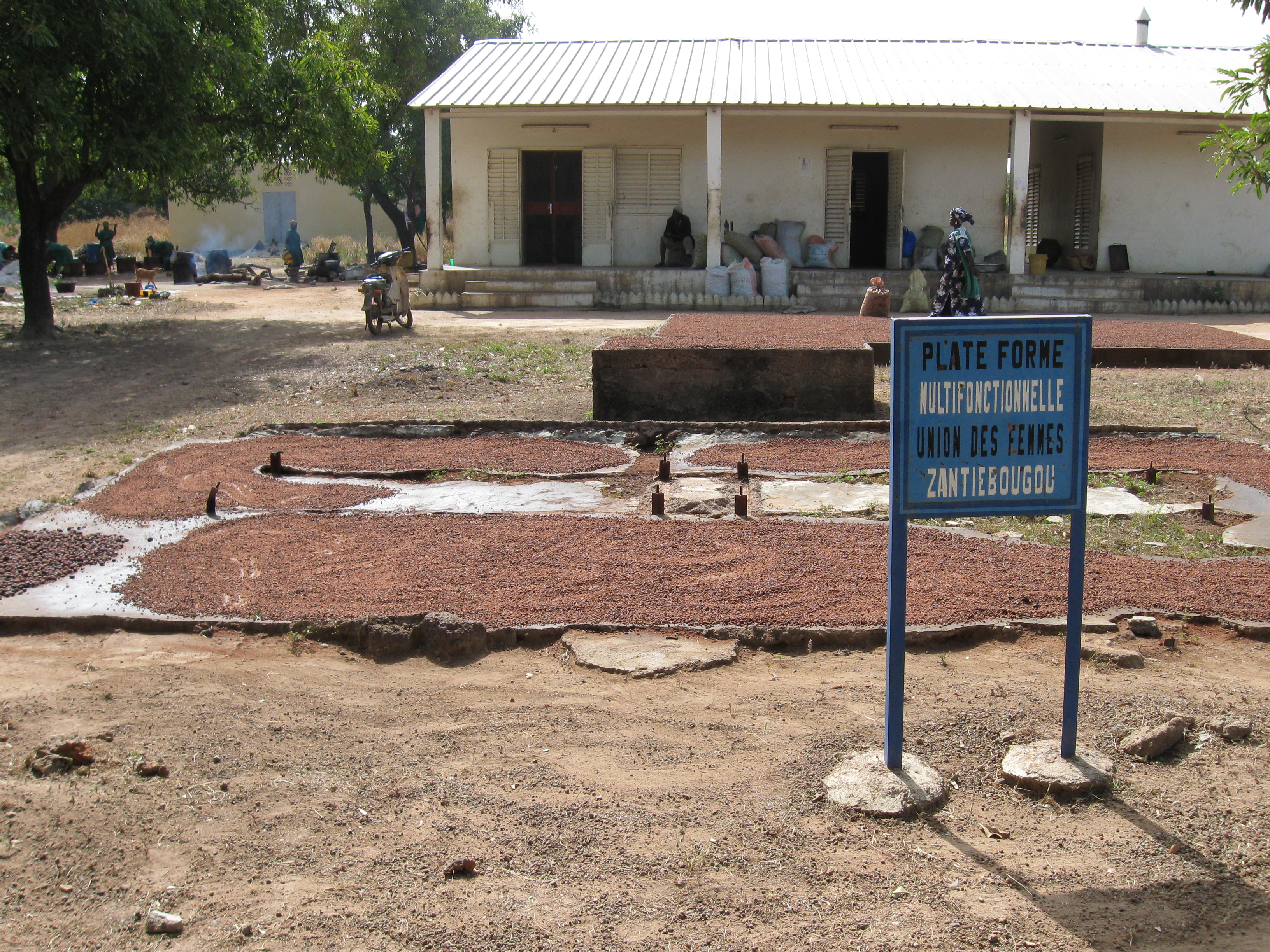
藏蒂埃布古地區正在曬乾的乾果

藏蒂埃布古（法語：Zantiébougou），是馬里的城鎮，位於該國西南部，由錫卡索區的布古尼省負責管轄，面積1,500平方公里，海拔高度346米，2009年人口36,150，人口密度每平方公里24.1人。
11°24′N 7°15′W / 11.400°N 7.250°W